# Larysa Barancewicz
Larysa Barancewicz – polska „Sprawiedliwa wśród Narodów Świata”. 

## Życiorys
W trakcie II wojny światowej zamieszkiwała w Kamieniu Koszyrskim na Wołyniu, wówczas Komisariat Rzeszy Ukraina, dziś na terenie niepodległej Ukrainy. Żyła na obszarze, w którym splatały się losy wielu narodowości: Polaków, Ukraińców, Żydów, Niemców, Czechów i innych. Wpłynęło to na jej decyzję o udzieleniu pomocy potrzebującym Żydom. W swoim mieszkaniu ukrywała 11 osób pochodzenia żydowskiego.
W 1965 r. Instytut Jad Waszem uhonorował Larysę Barancewicz medalem „Sprawiedliwy wśród Narodów Świata”.